# Wichard von Wilamowitz-Moellendorff der Ältere
Wichard Graf von Wilamowitz-Moellendorff (* 20. Januar 1835 auf Schloss Gadow; † 13. Februar 1905 ebenda) war ein deutscher Offizier, Fideikommissherr und Parlamentarier.

## Leben

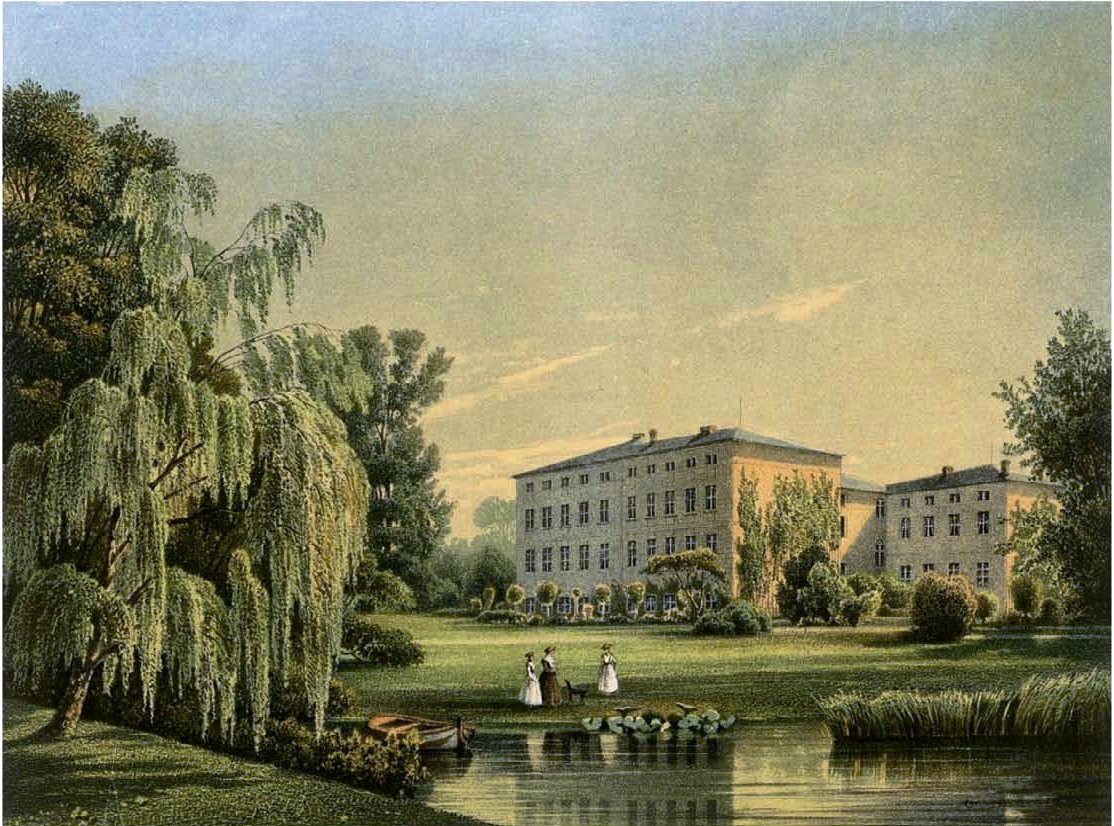
Schloss Gadow um 1859/60, Sammlung Alexander Duncker

Seine Eltern waren der Graf Hugo Friedrich Erdmann von Wilamowitz-Moellendorff (* 29. Dezember 1806; † 14. Juni 1865) und dessen Ehefrau die Gräfin Aurora Marie von Wartensleben (* 11. Oktober 1808).
Wichard von Wilamowitz-Möllendorff studierte an der Ruprecht-Karls-Universität Heidelberg. 1855 wurde er Mitglied des Corps Saxo-Borussia Heidelberg. Er wurde Major der Preußischen Armee und Fideikommissherr auf Gadow. Ab 1865 gestaltete er den Landschaftspark von Schloss Gadow durch Anpflanzung insbesondere von Douglasien, Koniferen und Rhododendren zu einem der artenreichsten Landschaftsgärten von Brandenburg.
Von 1868 bis 1870 saß er als Abgeordneter des Wahlkreises Potsdam 1 (West- und Ostprignitz) im Preußischen Abgeordnetenhaus. Er gehörte der Fraktion der Konservativen Partei an.
1879 gehörten dem Grafen nach dem erstmals amtlich publizierten Generaladressbuch der Rittergutsbesitzer im Königreich Preussen, Provinz Brandenburg, mindestens 2800 ha Land, und dazu noch ein kleines Gut Jagel mit 72 ha.
Er war mit der Tochter des Staatsministers Henning Graf von Bassewitz, Anna Luise Gräfin von Bassewitz verheiratet. Der Fideikommissherr, Offizier und Parlamentarier Wichard von Wilamowitz-Moellendorff der Jüngere (1871–1916) war sein Sohn. Wichard jun. übernahm den umfangreichen Gutsbesitz um Gadow mit Ferdmarschallshof, Kuhwinkel, Laaslich, Lindenberg, Wentdorf und Wustrow, sämtlich mit einem Status eines kreistagsfägigen Rittergutes.